# Ganymédes José
Ganymédes José Santos de Oliveira (Casa Branca, 15 de maio de 1936 – Casa Branca, 9 de julho de 1990) foi um dos mais influentes escritores da literatura infantil brasileira nos anos 70 e 80.  
Era filho primogênito de João e Rita de Oliveira; residiu praticamente toda a sua vida em Casa Branca, e teve apenas um irmão, Clístenes, conhecido como Tenê de Casa Branca.
Recebeu vários prêmios, como o Prêmio APCA 1976, da Associação Paulista de Críticos de Arte e o Prêmio Jabuti 1985, da Câmara Brasileira do Livro, entre outros. Também exerceu as profissões de cronista, ficcionista, poeta, tradutor, teatrólogo, musicista, restaurador de imagens sacras, advogado, professor e ilustrador de livros. 

## Biografia

### Juventude
Ganymédes José de Oliveira nasceu no município de Casa Branca, interior de São Paulo, em 15 de maio de 1936. Filho primogênito de João de Oliveira e Rita Conceição Santos Oliveira, contava que, na hora do seu batizado, o padre ameaçou energicamente: "Com nome de pagão eu não batizo! Só se juntarem José." E concluía: "Daí eu virei substantivo composto." Cresceu num mundo mágico, pois seus pais eram artesãos e tinham grande criatividade para os trabalhos manuais, como enfeitar festas de criança, construir presépios movimentados etc.
Em 1944, com apenas oito anos, escreve o seu primeiro livro intitulado O Porquinho Teimoso, no qual narrava a trajetória de um porquinho cujo sonho era tocar violino numa orquestra. Quando mostrou a história para o pai, este, com toda a paciência, datilografou o conto, grampeou as folhas e, entregando o caderno, disse: "Aí está seu livro. Agora, é só fazer os desenhos."
Ganha Menção Honrosa no Concurso Literário Galeão Coutinho ainda no ginásio, em 1952, promovido pela União Paulista de Educação através do Jornal de Notícias, de São Paulo.
Em 1954 formou-se professor normalista cursando o magistério pelo Instituto de Educação Dr. Francisco Thomaz de Carvalho, uma das primeiras escolas do interior do estado, vindo a ganhar o Brasão da Cidade (promovido pela prefeitura municipal) em 1958. No ano que se formou como bacharel em Direito pela Pontifícia Universidade Católica de Campinas (1959), sua peça Juana Maria dos Presentes foi para os palcos sob a direção de Milton Andrade, velho companheiro de curso, e mereceu da crítica campineira a Medalha de Prata como autor-revelação do II Festival Universitário de Campinas.
Retornando a Casa Branca, começou a trabalhar no Cartório de Notas de seu pai e lecionou inglês na escola de Comércio. Nove anos depois, em 1968, foi vencedor do I Festival de Música Popular de Casa Branca.

### A fama
Em 1972, aceitou o desafio-convite de Ignácio de Loyola Brandão para escrever A Vida de Cristo, em vinte fascículos, sua primeira possibilidade de ser escritor editado. Numa das autobiografias que escrevia para suas obras infanto-juvenis, Ganymédes comenta: "aos 8 anos eu já queria ser escritor, mas levei 28 para conseguir. E se consegui, foi porque alguém me deu uma oportunidade: Ignácio de Loyola Brandão. Do contrário, eu jamais teria sido escritor, porque sem um "cartão", dificilmente você vence nessa terra". Nessa época lecionava português e cursava a faculdade de Letras de São José do Rio Pardo.
No ano seguinte sai o seu primeiro romance publicado, A Noite dos Grandes Pedidos, acompanhado de uma fecunda produção de textos (pelas séries Inspetora, Vivi Pimenta e Goiabinha), romances, novelas, literatura infanto-juvenil, com mais de cem livros publicados num período de dez anos, datilografando apenas com três dedos e consagrando-se como um dos grandes nomes da literatura infantil no Brasil naquela década, servindo de inspiração para muita gente do ramo, como Stella Carr, Álvaro Cardoso Gomes, Lourenço Diaféria e Pedro Bandeira.
A Associação Paulista de Críticos de Arte (APCA) concedeu-lhe o prêmio de melhor livro infantil por A Galinha Nanduca, em 1976. Meses depois, em setembro de 1976, publicou a obra Quando Florescem os Ipês, que nada foi alterado na revisão gramatical, após ter permanecido quinze anos guardado numa gaveta à espera de publicação. No dia 31 de dezembro foi apresentado para todo o Brasil no programa Cidade contra Cidade, de Sílvio Santos, onde eram apresentados os melhores números do ano com relação a vendagens, tendo a honra de ver seu nome nos dois primeiros números colocados no fechamento do programa.
Através de pesquisa efetuada pelo MEC nas salas circundantes no período de junho de 1979 a junho de 1980, a ordem de autores mais lidos no país era a seguinte: 1. Walt Disney (HQ's); 2. Ganymédes José; 3. Irmãos Grimm e 4. Monteiro Lobato.
Recebeu e aceitou o convite para se tornar membro efetivo da Academia Brasileira de Literatura Infantil e Juvenil em 1979.
Talvez, com certa intuição de que partiria cedo, Ganymédes escreveu em ritmo de avalanche, o que fez com que a "crítica oficial" o considerasse, durante muitos anos, como um escritor menor, o que estava longe de ser verdade e o tempo se encarregou de prová-lo. Escritor de linhagem lobatiana, Ganymédes, tal qual Lobato, criou mundos onde as crianças adoram viver. Com a diferença exigida pelos nossos tempos de que não há individualismos prepotentes (como o de Emília, a grande presença no mundo lobatiano, de raízes nietzschianas), no universo de Ganymédes José as lideranças pertencem a grupos, nunca a um determinado personagem. O bom humor, o riso onipresente na maior parte de suas tramas provém de uma visão de mundo realista, mas otimista e gaiata, que privilegiava a vida como o bem mais precioso. Daí suas sátiras às vaidades, preconceitos ou tolices formais que há séculos são cultivadas pela sociedade. Suas narrativas transmitem a certeza de que o essencial é a vida, o amor e que a nossa presença no mundo só adquire valor na medida em que lutamos pelos ideais de fraternidade e justiça. Daí sua predileção pelas existências comuns (sem heróis ou heroínas de exceção…) e pelas situações banais do cotidiano, onde de repente surge o inesperado, o mistério ou o insólito.

### Década de 1980
Passou a receber inúmeras cartas de fãs de diversas partes do país, em sua maioria compostos de jovens que tiveram acesso e conhecimento de suas obras através das atividades escolares. Uma dessas jovens, de nome Cláudia, lhe inspirou a escrever outra obra que mais tarde seria, dentre todas, uma das mais populares nos anos 80, Um Girassol na Janela, que rapidamente fez com que a primeira tiragem se esgotasse em questão de semanas.
Era o ano de 1984 e autores infantis no Brasil estavam em "voga", impulsionados pelo fim da repressão de vinte anos provocada pela ditadura militar brasileira. Uma variedade de títulos voltado a temas que antes eram considerados tabus, foram despejados no mercado, possibilitando com que a literatura infanto-juvenil no Brasil ganhasse, em poucos anos, um crescimento como jamais visto. Ganymédes juntou-se a essa geração, trazendo consigo um reconhecimento conquistado na década anterior.
Em 1985 ganhou o Prêmio Jabuti ao lado de Giselda Laporta Nicolelis, concedido pela Câmara Brasileira do Livro.
A partir daí pôde dedicar todo o tempo aos livros, ora lecionando e curtindo seus alunos, ora sentado à mesa usando uma boa e velha máquina de escrever (sentia certo pavor diante dos computadores), escrevendo peças para teatro infantil, traduzindo livros, respondendo cartas e escrevendo crônicas para o jornal Casa Branca Hoje.

### O fim
Seu grande desafio veio no ano de 1989, enquanto escrevia Posso Te Dar Meu Coração, quando idealizou escrever um livro sobre drogas. Numa viagem para Curitiba, a fim de concretizar negócios editoriais, recebe o convite do psicólogo Carlos T. Grzybowski para pôr em prática o seu projeto, e se dispôs a ajudá-lo. Ganymédes foi para São Paulo mas voltou à Curitiba com o intuito de cumprir a missão, visitando casas de recuperação e entrevistando ex-drogados em companhia do amigo. Com os originais prontos para a publicação, a Editora Moderna rejeitou na primeira tentativa, e Ganymédes se viu na necessidade de reformulá-los. Foram vários meses de luta para que a editora aceitasse o desafio de publicar a obra, que ganhara o nome de Uma Luz no Fim do Túnel.
No dia 9 de julho de 1990, quando Ganymédes se preparava para o lançamento, seu coração parou repentinamente de bater e veio a falecer após uma parada cardíaca, na mesma casa em que nasceu, no município de Casa Branca.

## Estilo literário
Muitos livros de Ganymédes são verdadeiros cine-mentais, com uma descrição precisa e mágica de cenários e personagens. As cores sutis e bem colocadas refletem, de certa forma, o elemento mais forte: o clima, a emoção que a tudo envolve. E o ritmo, que permite ao leitor caminhar na história, adentrar um personagem, envolver-se totalmente. Obras como Meu Nome É Esperança!,O Rio traz, O Rio leva e A História do Galo Marquês são exemplos do cinema interior proposto por Ganymédes José. Imagens que chegam a ter "cheiros": de terra, de chuva no asfalto, de papel celofane, do pão saindo do forno, das coisas frias aos sentimentos ternos, fazendo com que o leitor se sensibilize pela narrativa fluente.
Viagem, um de seus primeiros livros, é inteiramente ilustrado com motivos vitorianos, crianças e flores, na diagramação de seu irmão, o artista plástico Tenê, de Casa Branca. Eis o caminho de um menino através do presépio, na véspera de Natal, aceitando o convite de Frei Sineiro, um boneco de chocolate com rosto de massa de amêndoas. Neste livro, cada página é um momento dessa viagem, um espaço para conhecer cada personagem que surge repentinamente e para refletir sobre as mensagens simples da existência. Ganymédes José que, desde a infância, conviveu com a magia dos grandes presépios móveis construídos habilmente pelo seu pai, soube estender o convite a todos os leitores, com palavras delicadas e firmes.

## Lema de vida
"Tenho de tirar de minha cabeça tudo o que ela puder dar ao mundo, porque sou
agradecido a este mundo e não posso perder um único minuto em minha vida. Sou
feliz e gostaria de dividir minha alegria com todos os que se dispuserem a me ler."
(Ganymédes José)

## Obras[2][3]
Teatro
- Juana Maria dos Presentes (1959)

Literatura
- A Vida de Cristo (1972)
- Uma Vez, Casa Branca... (1973)
- Classe Média (1974)
- A Noite dos Grandes Pedidos (1974)
- A Viagem da Canção Mágica (1974)
- Os Homens de Papel (1974)
- A Terra dos Benebons Amarelos (1974)
- Júlia Pata (1974)
- Meu Nome É Esperança! (1974)
- Uma Menina Chamada Rita (1975)
- Viagem (1975)
- Depois, o Silêncio (1975)
- Sem destino (1975)
- A Galinha Nanduca (1975)
- ...Quando Florescem os Ipês (1976)
- O Menino que Veio para Ficar (1976)
- A Anjinha Teresinha (1976)
- Tiana Coragem (1976)
- Tuniquim (1977)
- Bicicleta para Dois ou "A Absurda Balada de Jane-Topa-Tudo"  (1978)
- Pai-de-Todos (1978)
- Na próxima primavera (178)
- Os 7 Enigmas de Ganimédes (1979)
- O Ônibus Musical (1979)
- Para Além das Estrelas (1979)
- Um Caminho para o Sol (1979)
- A Galinha Nanduca em São Paulo (1979)
- Os 5 na Lua (1980)
- João, o discípulo (1980)
- É Natal (coautoria com Teresa Noronha, Tenê de Casa Branca e Luiz Puntel) (1980)
- O Menino e a Lagartixa (1981)
- Do Outro Lado do Mar (1981)
- Dona de Pensão (1981)
- Feliz Páscoa (coautoria com Teresa Noronha, Luiz Puntel e Ralfy Mendes de Oliveira)
- Amarelinho (1982)
- O Caso da Taça do Professorado (1982)
- Uma Estudante Chamada Rita (1982)
- O Fazedor de Mágicas (1982)
- A Galinha Nanduca em Aracaju (1982)
- Guerra no Rio (1982)
- A História do Galo Marquês (1982)
- A Morte tem 7 Herdeiros: a noite em que Agatha Christie visitou Jacuruçunga (coautoria com Stella Carr) (1982)
- A Mulher do Papai Noel (1982)
- A Vila das Três Cruzes (1982)
- Super-G (1982)
- Em Tempo de Festa (1983)
- Escolha o Final (1983)
- João Faz-de-Conta (1983)
- A Ladeira da Saudade (1983)
- Larissa (1983)
- A Pantera de Pijama Cor-de-Rosa (1983)
- A Toca do Edu e a Copa (1983)
- Vamos Fazer Teatro? (1983)
- Um Girassol na Janela (1984)
- A Noite do Lobisomem (1984)
- O Dia em que a Guerra passou por Casa Branca (1984)
- Os Ossos do Capitão Tarmelão (1984)
- Corações de Pedra (1984)
- Por uma Semente de Paz (1984)
- Os Heróis da Bola de Cristal (1984)
- Os Guardiães de Soterion (1984)
- Oito Minutos dentro de uma Fotografia (1984)
- A Turma da Tia e os Bilhetes Misteriosos (1984)
- A Próxima Vítima (1984)
- A Macaca Sofia (1984)
- Awankana (1984) (coautoria com Giselda Laporta Nicolelis)
- Tudo Vale a Pena (1984) (coautoria com Giselda Laporta Nicolelis)
- Eu e o Teatro (1984)
- A Ladeira da Saudade (1984)
- A Pedra dos Sinais (1985)
- Boçoroça (1985)
- O Roubo da Comenda Imperial (1985)
- O Enigma da Casa de Vidro (1985)
- Os Doze Trabalhos de Hércules (1985)
- A Próxima Vítima (1985)
- O Príncipe Fantasma (1985) (coautoria com Teresa Noronha)
- O Rio Traz, o Rio Leva (1985)
- No Caminho das Estrelas: A História de Rute (1985)
- E se todo mundo tivesse rabo? (1986)
- O Solar Assombrado (1986)
- Os filhos da Ana do Cride (1987)
- O menino que conversava com Deus - a história de Samuel (1987)
- A Lenda da América do Sul (1987)
- Um Amor do Outro Mundo (1987)
- A Risada da Lilinha (1987)
- Brim Azul (1987)
- "Às Magistrandas": a Difícil Arte de Escrever Fácil (1987)
- The bell at the bottom of the river (1987)
- "O inesquecível dia das crianças" (1987; conto na antologia Memórias futuras - contos infanto-juvenis contemporâneos)
- Bang-Bang na Italiana (1988) (co-autoria com Teresa Noronha)
- Na Terra dos Orixás (1988)
- A história de um menino sonhador (1988)
- Pra enxergar apertadinho (1988)
- Posso Te Dar Meu Coração? (1990)
- Over the bridge (1989; coautoria com Giselda Laporta Nicolelis, Luiz Puntel e Márcia Kupstas)
- Maria Pidoncha (1990)

Obras póstumas
- O Mistério no Colégio (1990)
- Uma Luz no Fim do Túnel (1990)
- Adoráveis Vigaristas (1990)
- O Crime Atrás da Porta (1991)
- A Pocketful of Mystery  (1991;coautoria com Luiz Galdino, Stella Carr e Luiz Puntel)
- "O Ameixinha" (1996; conto na antologia Vou te contar)

Coleções
- Série Inspetora
  - O Caso da Mula-sem-cabeça (1974)
  - O Caso do Fantasma Dançarino (1974)
  - O Caso das Luzes no Morro das Borboletas (1974)
  - O Caso do Bang-Bang (1974)
  - O Caso dos Anjos da Cidade Fantasma (1975)
  - O Caso do Tesouro do Diabo Velho (1975)
  - A Inspetora e a Coroa da Madona (1975)
  - A Inspetora e o Piano Maluco (1975)
  - A Inspetora e o Gato de Olhos de Esmeralda (1975)
  - A Inspetora e o Quarto Secreto (1975)
  - A Inspetora e a Festa do Quarto Crescente (1975)
  - A Inspetora e o Roubo das Jóias (1975)
  - A Inspetora e o Bruxo da Encruzilhada (1976)
  - A Inspetora e o Enigma da Lagoa Branca (1976)
  - A Inspetora e o Enigma Colorido (1977)
  - A Inspetora e o Caso dos Brincos (1977)
  - A Inspetora e o Mistério da Comenda (1977)
  - A Inspetora e a Menina Biônica (1977)
  - A Inspetora e a Carranca do Boi-Fantasma (1977)
  - A Inspetora e o Mistério do Concurso (1978)
  - A Inspetora e o Caso do Broche Desaparecido (1979)
  - A Inspetora e o Caso dos Automóveis (1979)
  - A Inspetora e o Esqueleto de Fogo (1979)
  - A Inspetora e o "Troféu de Bronze" (1979)
  - A Inspetora e o Mistério Açucarado (1979)
  - A Inspetora e o Casamento Misterioso (1979)
  - A Inspetora e o Caso da Vaca Sagrada (1979)
  - A Inspetora e o Caso do Desfile (1979)
  - A Inspetora e o Caso do Espírito do Mal (1981)
  - A Inspetora e o Caso do Ladrão Invisível (1981)
  - A Inspetora e o Caso do Roubo dos Televisores (1983)
  - A Inspetora e o Incidente Gaúcho (1983)
  - A Inspetora e o Caso dos Topázios Radioativos (1983)
  - A Inspetora e o Caso do Cristo Desaparecido (1983)
  - A Inspetora e Uma Grande História de Amor (1983)
  - A Inspetora e a Princesa Kunambantila (1983)
  - A Inspetora e o Enigma Canadense (1984)
  - A Inspetora e o Enigma do Faraó (1988)

- Série Goiabinha
  - Goiabinha e os Ladrões da Cooperativa (1975)
  - Goiabinha e os Meninos da Casa Vermelha (1975)
  - Goiabinha e as Três Gotas de Mel (1975)
  - Goiabinha e o Anão da Vila Velha (1975)
  - Goiabinha na Estância do Cachimbo (1975)
  - Goiabinha e os Doze Profetas de Pedra (1975) 
  - Goiabinha e o Livro do Perigo (1976)
  - Goiabinha e a Dança da Guerra (1976)
  - Goiabinha na Bahia e o Licor Misterioso (1977)
  - Goiabinha e o Frade Sem Cabeça (1977)
- Série Vivi Pimenta
  - Vivi Pimenta (1975)
  - Vivi Pimenta Topa o Desafio (1975)
  - Vivi Pimenta Compra um Tesouro (1975)
  - Vivi Pimenta na Vila da Confusão (1976)
  - Vivi Pimenta Salva a Árvore (1976)
  - Vivi Pimenta e o Calhambeque Triste (1976)
  - Vivi Pimenta e a Festa de Aniversário (1976) 
  - Vivi Pimenta e o Trabalho Muito Importante (1977)
  - Vivi Pimenta e a Economia de Gasolina (1977)
  - Vivi Pimenta e o Vagônibus Fora de Série (1977)
  - Vivi Pimenta e um Caso Complicado (1978)
- Coleção Fio Fio:
  - As Cores do Arco-íris (1981)
  - Fazendo Cartões (1981)
  - Retratos de Família (1981)
  - A Noite das Bonecas (1981)

Manuscritos inéditos
- Posto-de-escuta (1970)
- O Caso do Rei da Casa Preta (1974)
- Beloca e Xalinó (1974)
- A Astronave de Vegetotrix (1974)
- A Festa do Centenário (1978)
- A verdadeira história de Sandra Williams (1981)
- O jogo do darodó (1987)
- Do estranho fundo do mar (1987)
- Chacuruta! (1988)
- O gato e o menino (1988)
- A noite dos reis escravos (1988)
- Os jovens namorados do Brasil (1989)

## Principais prêmios
- 1973 - Troféu Jabuticaba, da Câmara Municipal de Casa Branca.
- 1975 - Prêmio APCA de melhor livro infantil
- 1979 - Membro da Academia Brasileira de Literatura Infantil e Juvenil.
- 1979 - Menção honrosa no Concurso Fernando Chinaglia, Rio de Janeiro.
- 1980 - BIJ-Informa, da Prefeitura de São Paulo.
- 1982 - Prêmio João de Barro (júri adulto), em Belo Horizonte.
- 1985 - Prêmio Jabuti, na categoria literatura juvenil.